# Кесселинг
Кесселинг (нем. Kesseling) — община в Германии, в земле Рейнланд-Пфальц. 
Входит в состав района Арвайлер. Подчиняется управлению Альтенар.  Население составляет 609 человек (на 31 декабря 2010 года). Занимает площадь 31,17 км².
Коммуна подразделяется на 3 сельских округа.

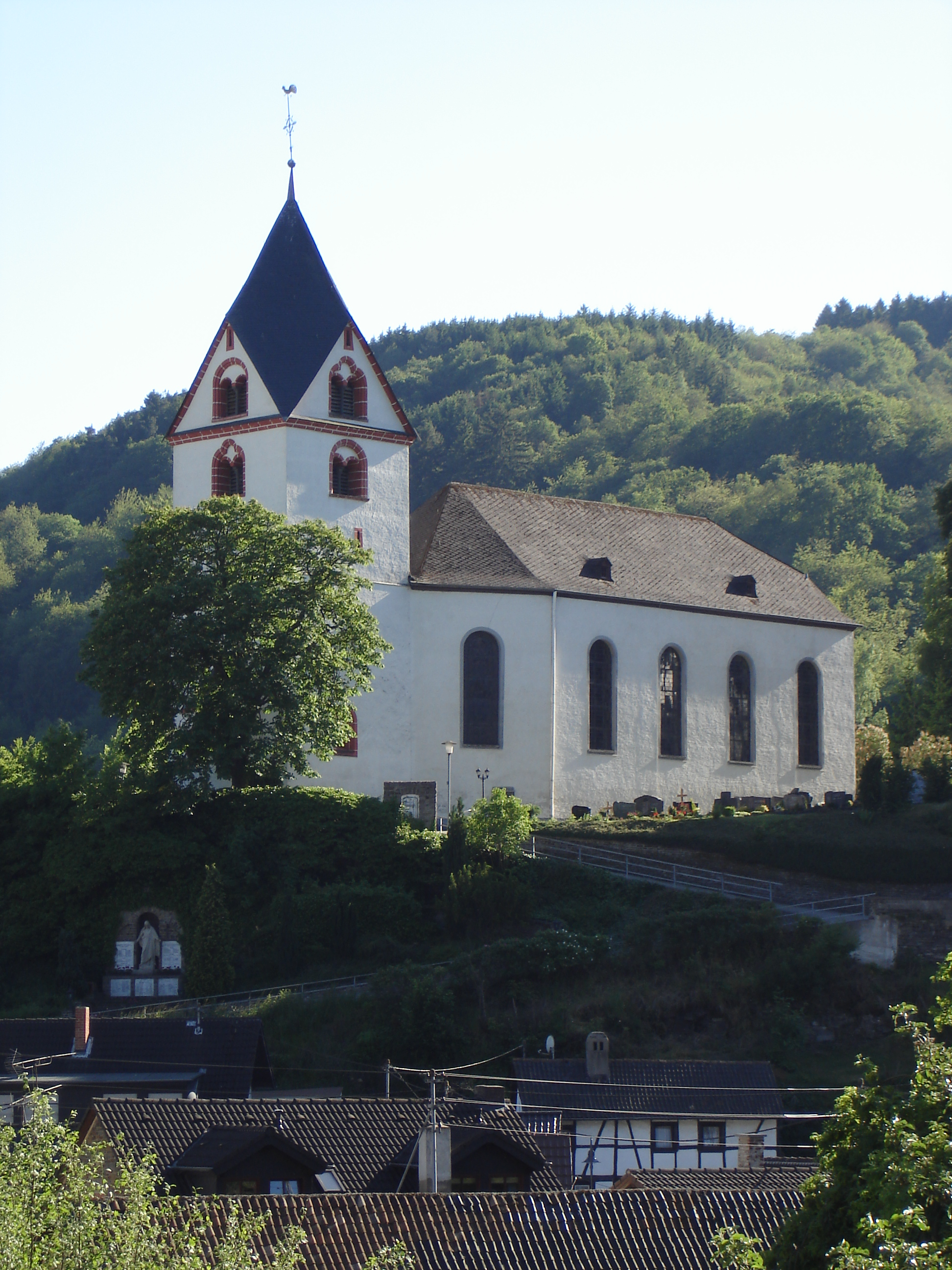
Церковь